# Mirakontxa

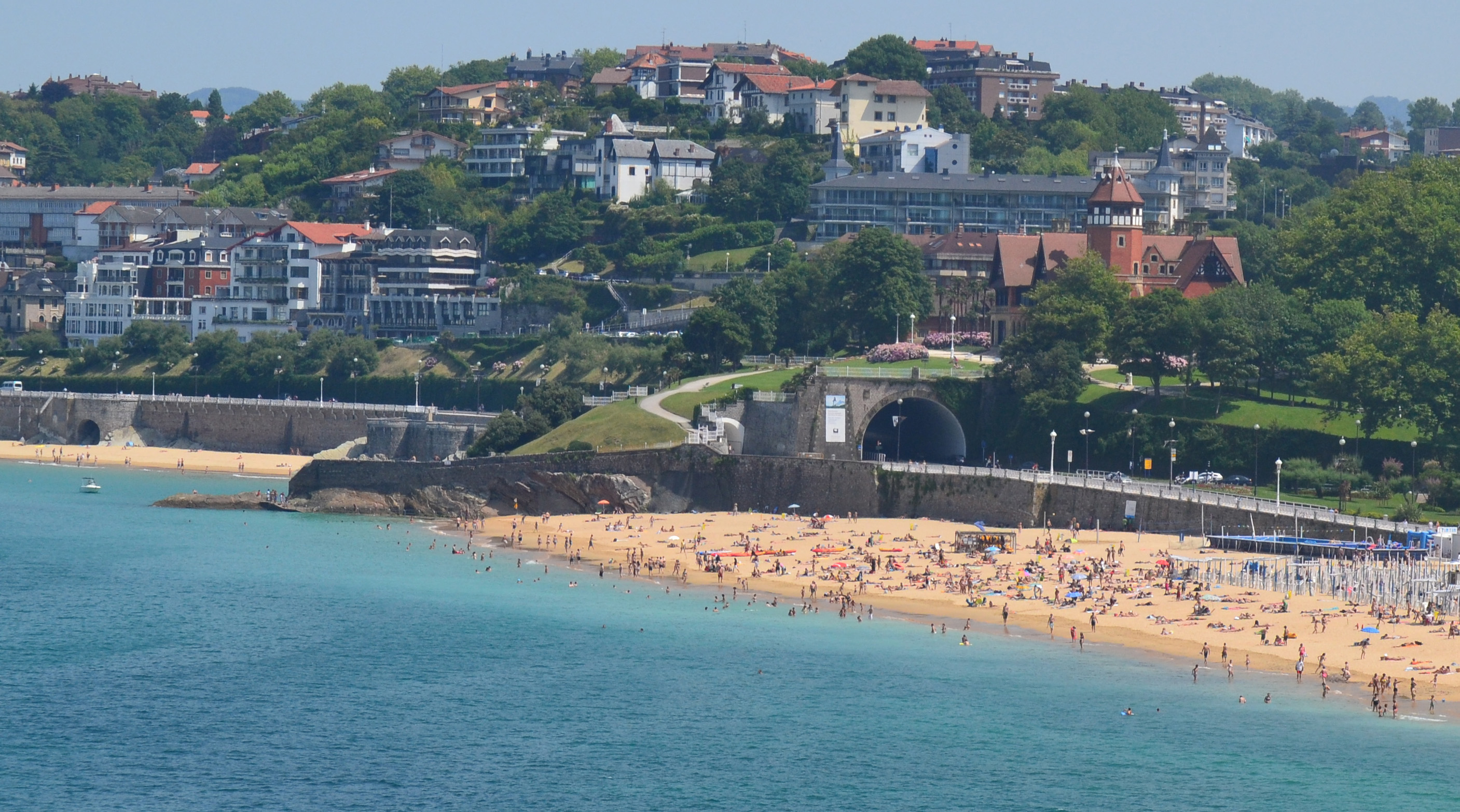
Barri de Mirakontxa, palau de Miramar i platja de Loretopea

Mirakontxa és un barri residencial de luxe de la ciutat de Sant Sebastià situat enfront de la badia de la Concha. Va sorgir paral·lel a la construcció del Palau de Miramar per la Casa Reial espanyola, el setembre de 1888. En aquest barri van fixar la seva residència d'estiu personatges com José Canalejas, president del Govern entre 1910 i 1912 i la residència del qual encara es conserva en el número 24.